# Raoul l'Anglais
Raoul l'Anglais, également appelé Radulfus Anglicus en latin ou Ralph the Staller en anglais, est un noble probablement né dans la première décennie du XIe siècle et mort vers 1069. D'ascendance bretonne et anglaise, il est actif des deux côtés de la Manche : son fils Raoul est seigneur de Gaël, dans le duché de Bretagne, tandis que lui-même occupe une place importante à la cour d'Édouard le Confesseur, roi d'Angleterre de 1042 à 1066. Après la conquête normande de l'Angleterre, il reçoit de Guillaume le Conquérant le titre d'earl pour l'Est-Anglie, région dont il est peut-être natif.

## Biographie

### Ascendance
Dans son entrée pour l'année 1075, la Chronique anglo-saxonne décrit le père de Raoul de Gaël comme « un Anglais nommé Raoul, natif du Norfolk ». Son père, dont le nom est inconnu, est cependant originaire du duché de Bretagne. À en juger par le prénom bien anglais de Godwin que porte le frère de Raoul, il est plausible qu'il ait épousé une Anglaise après avoir traversé la Manche. Cette ascendance mixte explique que Raoul puisse être appelé Anglicus, « l'Anglais », dans les chartes du duc Alain III mais aussi Brito, « le Breton », par Hariulf d'Oudenbourg.
Sa date de naissance est inconnue, mais se situe vraisemblablement vers 1000-1010. Il est possible que son père soit arrivé en Angleterre dans la suite de la princesse Emma de Normandie au moment de son mariage avec le roi Æthelred le Malavisé, en 1002. En s'appuyant sur l'onomastique, l'historienne Katharine Keats-Rohan propose qu'il soit apparenté à Raoul, évêque d'Aleth au début du XIe siècle, et d'en faire de manière moins certaine un descendant de Raoul de Gouy et donc un cousin éloigné des comtes de Valois.

### Carrière
Raoul fait partie de l'entourage du duc Alain III jusqu'en 1034. Il quitte par la suite la Bretagne pour se rendre en Angleterre. Il est possible qu'il ait connu Édouard le Confesseur avant son avènement, en 1042 : ils ont à peu près le même âge et Édouard est longtemps resté en exil en Normandie. Sa présence à la cour anglaise est attestée à partir de 1050 ; il y occupe le rang de staller (en), inférieur à celui d'earl, mais supérieur à celui de thegn. Les chartes du règne d'Édouard le décrivent diversement comme « porteur de plat » (dapifer), « courtisan » (aulicus) ou « intendant » (procurator). Son service auprès du roi est récompensé par l'octroi de vastes terres concentrées dans le Norfolk, le Suffolk et le Lincolnshire,.
Après la conquête normande de l'Angleterre, Raoul se soumet à Guillaume le Conquérant qui le nomme earl d'Est-Anglie dès le début de son règne, très probablement en 1067. Il succède ainsi à Gyrth Godwinson, un frère de Harold Godwinson tué à Hastings. Le nouveau roi le charge également de superviser le rachat par les Anglais de leurs terres confisquées par les Normands lors de la conquête.
En février 1068, Raoul témoigne sur une charte du Conquérant au bénéfice de l'abbaye de Saint-Riquier. C'est la dernière trace certaine de son existence : le comes Raoul qui atteste l'année suivante pourrait être son fils plutôt que lui. Il est certainement mort avant la déposition de l'évêque Æthelmær à Pâques 1070.

## Mariage et descendance
La Chronique anglo-saxonne indique que la femme de Raoul l'Anglais est une Bretonne. On lui connaît deux fils : Raoul de Gaël, seigneur de Gaël en Bretagne et earl d'Est-Anglie jusqu'à sa révolte en 1075, et Hardouin, qui apparaît comme détenteur de quelques domaines en Est-Anglie en 1066 dans le Domesday Book,.